# Risiken einer Unternehmensgründung
Start-Up Unternehmen unterliegen in besonderer Art und Weise wirtschaftlicher und rechtlicher Risiken, da sie meist innovative Geschäftsideen als Kern ihrer Geschäftstätigkeiten haben. Hieraus ergibt sich ein Mangel an Erfahrungswerten, auf die bei einer Risikobeurteilung normalerweise zurückgegriffen werden könnte. Generell sind bei jeder Geschäftsgründung die Risiken und Chancen miteinander abzuwägen.

## Businessplan
Der Businessplan soll die Risiken im Zusammenhang mit der Gründung aufzeigen, um diese möglichst zu kontrollieren. Dabei geht der Businessplan sowohl auf das Gesamtvorhaben, als auch auf die Rahmenbedingungen ein. Aufgrund von mangelnder Erfahrung und unzureichenden Kenntnissen werden im Businessplan häufig falsche Annahmen getroffen, insbesondere bei der Umsatzplanung. Viele Gründer erstellen den Businessplan des Weiteren nur für andere Kapitalgeber oder um Förderungen zu beantragen. Unter diesem Paradigma ermöglicht der Businessplan keine realistische Prüfung des Vorhabens.

## Standortwahl
Die unterschiedliche Standortwahl nach regionalen Gesichtspunkten stellt kein, oder nur ein geringes Risiko für das Scheitern einer Gründung dar. Trotzdem ist es bei einer Unternehmensgründung essentiell, einen geeigneten Standort zu finden, deshalb bietet es sich an, schon vor der Gründung des Unternehmens, den Standort zu planen. Aufgrund der Vielzahl von zu berücksichtigen Standortfaktoren und mangelnder Informationen über viele der Variablen erfolgt die Planung häufig unsystematisch. Risiken im Kontext einer ungünstigen Standortwahl sind insbesondere auch Auflösungserscheinungen im Personal, die bei einem später notwendigen Standortwechsel auftreten und eine Produktion, die räumlich zersplittert ist.

## Geschäftsidee
Unternehmen werden um eine zentrale Geschäftsidee herum gegründet. Hier kann zwischen bereits bestehenden Geschäftsideen wie z. B. dem Handwerk einerseits und Innovationen, z. B. neuen Produkten andererseits unterschieden werden (2014 schätzten 16 % aller Gründer ihre Geschäftsidee als Marktneuheit ein). Risiken im Zusammenhang mit dem Produkt oder der Entwicklung dieses Produkts treten hauptsächlich bei diesen innovativen Geschäftsideen auf.

## Produktrisiken

### Produktentwicklung
Innovative Start-ups kämpfen oft mit der Umsetzung einer Produktidee. Die technische Umsetzbarkeit ist nicht oder nur mit unverhältnismäßig großem Aufwand gegeben. Gründe hierfür liegen zum Beispiel in der falschen Einschätzung, aufgrund fehlender fachlicher Expertise oder mangelnder Projekterfahrung.
Neben nicht ausgereiften Produkten führt aber auch ein zu sehr optimiertes Produkt zu ausufernden Kosten. Hier sind besonders zwei Punkte zu nennen: Weil spezielle Kundenwünsche berücksichtigt werden, wird eine maßgeschneiderte Lösung angeboten, die keine sinnvolle Serienreife erreicht. Oder das Produkt wird soweit verbessert und optimiert, dass die Entwicklungszeit immer länger dauert und die Produktkosten ausufern. Gerade bei Gründern mit einem technischen Hintergrund tritt dieses Problem auf, das man beispielsweise mit dem Target Costing vermeiden kann. Die Dauer der Produktentwicklung ist ein wichtiger Faktor. Bis das Produkt ausgereift ist, muss das Start-up nämlich finanziert werden.

### Produktlebenszyklus
Der Produktlebenszyklus veranschaulicht einige Probleme, denen Start-ups mit innovativen Produkten gegenüberstehen. In der Einführungsphase kann das Start-up noch keine Gewinne realisieren. Dauert diese Phase zu lang, steht das Unternehmen finanziellen Problemen gegenüber. In der folgenden Wachstumsphase steigen die Bestellungen mitunter so stark, dass Unternehmen in eine Wachstumsfalle geraten.
Um die Risiken einer Unternehmensgründung einzuschätzen, können folgende 5 Punkte bestimmt werden:
- Definition der Produktidee  Grundsätzlich sollte die Einsatzmöglichkeit des Produkts und der erzielte Kundennutzen bestimmt werden. Hierbei erkennt man, ob das Produkt eine Marktnische bedienen soll oder in verschiedenen Bereich einsetzbar ist. Außerdem sollte neben dem technischen Aspekt auch der wirtschaftliche Aspekt betrachtet werden, also welche kommerziellen Einsatzmöglichkeiten für das Produkt bestehen. Dies verdeutlicht die ehemals bestehende Mitfahrzentrale mitfahrgelegenheit.de, die trotz einer marktbeherrschenden Stellung scheiterte, mit dem Versuch, ein Bezahlmodell einzuführen. Die Kunden waren nicht bereit, für die Vermittlung von Mitfahrgelegenheiten Geld zu zahlen und wechselten zu alternativen Angeboten. Interessant bei Start-ups ist auch die Frage, inwiefern das Produkt Skaleneffekte erzielen kann.
- Entwicklungsstand der Produktidee.  Mit Entwürfen oder Prototypen können Kommentare oder Beurteilungen von Dritten eingeholt werden. Je detaillierter die Idee durchgearbeitet wurde, desto weniger Unsicherheiten bleiben.
- Einschätzung der verbleibenden Entwicklungsarbeit   Die benötigte Zeit bis zur Markteinführung ist vor allem aus Sicht der Finanzierung interessant. Außerdem sollten mögliche sachliche und technische Probleme hinsichtlich Auswirkungen, Wahrscheinlichkeit des Auftretens und Wahrscheinlichkeit der Entdeckung bewertet werden (siehe FMEA). Neben der schlechten Einschätzbarkeit dieser Planung sind benötigte Lizenzen und Genehmigungen von dritten ein großes Risiko für Unternehmensgründer.
- Vergleich mit konkurrierenden Problemlösungen  Vergleichbare Produkte sollten identifiziert und hinsichtlich Bedeutung, Ausgereiftheit und den Unterschieden bewertet werden.
- Zukunftspotential  Dies beinhaltet die Schätzung der Lebensdauer des Produktes. Eine große Gefahr besteht in Konkurrenzprodukten, die einerseits durch einen wirksamen Produktschutz, andererseits Alleinstellungsmerkmalekontrolliert werden kann.

## Marktrisiken

### Marktstrategie
Eine strategische Herausforderung bei Start-ups stellt die Zieldefinition, sowie die spätere Marktpositionierung dar. Ein häufiges Problem entsteht hier dabei, wenn eine Stuck-in-the-Middle-Position erreicht wird. Zudem werden viele Rahmenbedingungen, die in die strategischen Entscheidungen einfließen nicht ausreichend analysiert. Dazu gehört beispielsweise auch, dass der spätere Absatz am Markt und das Marktvolumen als unrealistisch eingeschätzt wird. Zudem werden spätere, strategische Änderungen nicht in voller Gänze im Business Plan verwirklicht und aufgenommen, so dass viele sich verändernde Aspekte unberücksichtigt bleiben, beispielsweise die Orientierung an einem neuen Marktsegment oder neuauftretende Konkurrenten oder Strategien werden nicht konsequent verfolgt und willkürlich getestet. Dies erschwert eine risikogerechte Planung.
Hilfreich für die risikogerechte Planung der Marktstrategie sind Tools wie die Wettbewerbsmatrix und die Produkt-Markt-Matrix nach Ansoff.

### Markteintritt
Die vorher festgelegte Markt-Strategie ist entscheidend darüber, wie der Markteintritt erfolgt. Generelle Risiken, die bei dem Markteintritt auftreten können, sind nicht ausreichende Finanzierung, der falsche Zeitpunkt des Markteintrittes und fehlende oder fehlerhafte Konkurrenz- und Kundenanalyse.
Risiken, die in diesem Bereich entstehen, hängen stark von dem jeweiligen Markt, den das Startup betritt ab. Tritt ein Startup in einen bereits vorhandenen Markt ein (einen Markt, in dem Produkte, die das Startup produziert schon existieren), ist es leicht Risiken zu definieren, da diese schon bekannt sind.
Große Risiken befinden sich hier in der Kostenstruktur und der Qualität der Leistung, der Marktstabilität und der Marktmacht der Mitwettbewerber. Bei einem schon vorhandenen Markt ist es am risikolosesten, einen Markt zu betreten, in dem der stärkste Mitwettbewerber einen Marktanteil von weniger als 26 % hat. Je größer der Marktanteil der Mitwettbewerber desto mehr Ressourcen werden für einen Markteintritt benötigt. Hat ein Mitwettbewerber einen Marktanteil von mehr als 74 %, werden beispielsweise mehr als das 3-fache des Budgets dieses Mitspielers benötigt. Die größten Risiken befinden sich hier dabei genügend Ressourcen für den Eintritt zu besitzen und sich gegen den Wettbewerb durchzusetzen.
Tritt das Startup in einen neuen Markt ein, besteht das Risiko darin, Kunden für diesen Markt zu gewinnen. Für das Unternehmen ist es hier nicht bekannt, wer die Kunden sind und wie sich der Markt definiert. Auch in diesem Bereich wird eine ausreichende Ressourcenstärke benötigt, denn der Break-Even wird erst nach rund 3–7 Jahren erreicht.
Zur Minimierung dieser Problematik lässt sich im Risikomanagement die Szenariotechnik anwenden.

### Eintrittszeitpunkt
Schwer planbar erweist sich der Zeitpunkt des Markteintrittes, da viele Unsicherheiten in Forschung und Entwicklung des Start-ups bestehen. Hier entstehen allerdings erhebliche Risiken in der Marktakzeptanz. Ist der Eintrittszeitpunkt beispielsweise zu früh, kann es sein, dass der Kunde die Technologie noch nicht akzeptiert, da sie als zu innovativ erscheint. Erfolgt der Markteintritt zu spät, kann es sein, dass wichtige Marktpositionen schon von Konkurrenten besetzt sind. Ein größeres Risiko stellt durch die Empirie belegt hier allerdings der verfrühte Markteintritt dar.

### Marktabgrenzung
Hat sich das Start-up nicht ausreichend vom Wettbewerb abgegrenzt, kann es dazu führen, dass die vom Wettbewerb auf dem Markt eingeführten Produkte einen ähnlichen oder besseren Kundennutzen erfüllen, was den Kampf um eine ausreichende Marktposition verstärkt. Zudem kann es sein, dass der Markt schneller auf sich ändernde Marktveränderungen reagiert.

### Kunden
Den Bedarf des Kunden richtig einschätzen zu können, erfordert Erfahrung. Hier scheitern Gründer mangels dieser häufig. Zudem wird positiv bekundetes Interesse seitens des Kunden oftmals überschätzt. Dies sorgt dafür, dass die Planwerte häufig sehr stark von den tatsächlich erreichbaren Werten (IST-Werten) abweichen. Zudem besteht das Risiko von sich ändernden Kundenbedürfnissen.
Schwierig ist es auch neue Kunden zu gewinnen, langfristig zu binden und zu entwickeln (Cross-Selling-Potentiale oder Up-Selling-Potentiale nutzbar machen), um ausreichend Gewinne zu tätigen. Zudem erschweren hohe Wechselkosten die Akzeptanz beim Kunden. Weiterhin ist fehlende Kundenzufriedenheit mit der Leistung des Unternehmens ein sehr großes Risiko, dass für junge Unternehmen entsteht. Zudem entstehen Risiken, wenn das Unternehmen zu stark an einen Kunden gebunden ist und dieser das Unternehmen abstößt.

## Risiken bezüglich des Gründers / des Managements
Ein weiteres Risiko für den Erfolg von Unternehmen sind die Eigenschaften und Fähigkeiten der Gründer und des Managements, da diese einen wesentlichen Erfolgsfaktor darstellen. Auch technisch ausgereifte Konzepte können scheitern, wenn diese mit mangelhaften Strategien verfolgt werden oder wenn wichtige Entscheidungen falsch getroffen werden. Das Risiko, das die Unternehmung scheitert, verringert sich demnach immens, wenn die Führung über hochqualifizierte Management Ressourcen verfügt. Diese Korrelation ist vor allem bei jungen Unternehmen stärker ausgeprägt. Im folgenden Abschnitt werden sowohl die Auswirkungen der Fähigkeiten als auch der Persönlichkeitseigenschaften der Gründer und des Managements auf den Unternehmenserfolg analysiert.
Die Kenntnisse und Qualifikationen der Unternehmer sind grundlegend für alle wichtigen Entscheidungen und Planungen des Unternehmens und deren Durchführbarkeit. Eine Untersuchung von jungen deutschen Unternehmen, bei welchen ein Marktaustritt festgestellt werden konnte, ergab, dass häufig falsche strategische Entscheidungen für das Scheitern der Unternehmung verantwortlich gemacht werden. Demnach wurden unter anderem die Planungshorizonte zu kurz festgelegt, Fehlinvestitionen getätigt, zu starke Kundenbindung entwickelt oder die Preise wurden nicht kostendeckend gesetzt. Dies kann teilweise durch fehlende betriebswirtschaftliche Kenntnisse der Entscheidungsträger erklärt werden. Vor allem eine fehlende oder unzureichende Controlling-Expertise wurde zumeist als Grund des Scheiterns genannt und kann zu einer selbstschädigenden Kalkulation von Projekten und Angeboten führen. Ferner ist es ein Risiko, wenn der Aufbau einer funktionierenden Organisation und Verwaltung verpasst wird. In einer Befragung von externen Experten bestehend aus Insolvenzberatern und Unternehmensberatern wird zudem wiederholt der Verdacht laut, dass Business Pläne teilweise lediglich erstellt werden um den Anforderungen der Kreditgeber zu entsprechen ohne tatsächlich umgesetzt zu werden.
Neben den Qualifikationen und Kenntnissen der Gründer haben auch deren Persönlichkeitseigenschaften Einfluss auf den Erfolg einer Unternehmung und können somit ein Risiko darstellen. Diese sind vor allem vor allem in den frühen Phasen eines Unternehmens von Bedeutung, besonders bei der Gründung. In der Regel werden deren Leistungsmotivation, deren Kontrollüberzeugung und deren Risikoneigung genutzt um die unternehmerische Persönlichkeit einer Person zu beschreiben. Für die Leistungsmotivation konnte ein direkter positiver Zusammenhang zum Unternehmenserfolg festgestellt werden und eine innere Kontrollüberzeugung ist hilfreich, um mit Stresssituationen umgehen zu können und um auf Veränderungen reagieren zu können. Als ideale Risikobereitschaft für Unternehmer gilt ein ausgewogenes Level. Eine zu starke oder zu schwache Ausprägung der Persönlichkeitseigenschaften kann ebenfalls zum Risiko für ein junges Unternehmen werden.
Darüber hinaus ist es riskant, wenn es aufgrund von zu starker Euphorie an der Selbstkritik an der eigenen Geschäftsidee mangelt und in Folge dessen Analysen über die Konkurrenzsituation und den Markt vernachlässigt werden.
Wenn ein Unternehmen nicht von einem alleinigen Gründer, sondern von einem Gründungsteam geführt wird, besteht das Risiko, dass eine unzureichende Absprache oder Meinungsverschiedenheiten die Zusammenarbeit beeinträchtigen. Die Expertengruppe der Insolvenzberater und Unternehmensberater bestätigte diesen Verdacht, dass Streitigkeiten innerhalb von Gründungsteams besonders in Krisensituationen zum Scheitern eines Unternehmens führen kann. Wechsel in der Geschäftsführung oder Abfindungen von Teilhabern, werden hingegen als weniger kritisch gesehen. Trotz dieses Risikos sehen sie Teamgründungen als vorteilhafter an, da ihre Vorteile, wie Synergieeffekte oder vielfältigere Expertise, in der Regel die Risiken übersteigen.

## Mitarbeiterrisiken
Auch die beste Geschäftsidee ist nicht gut genug, wenn sie nicht vom ausführenden Team umgesetzt werden kann. Die Gründer sind dabei meist die wichtigsten Personalien, aber auch ihre Mitarbeiter tragen erheblich zum Unternehmenserfolg bei. Die Qualitäten der einzelnen Mitarbeiter sind gerade bei jungen kleineren Unternehmen besonders wichtig, da ein einzelner Mitarbeiter einen höheren Anteil an der Gesamtbelegschaft ausmacht. Doch gerade junge Unternehmen haben im Vergleich zu älteren Unternehmen häufig das Problem, dass sie durch ihren geringeren Bekanntheitsgrad schwieriger qualifizierte Mitarbeiter akquirieren können. Es besteht daher das Risiko, dass die ersten wichtigen Mitarbeiter nicht der Idealbesetzung entsprechen, was für das Unternehmen zu einem existenzbedrohenden Problem werden kann. Zudem werden junge Unternehmen häufig auch von jungen Gründern geführt, welche wiederum Mitarbeiter in ihrem Alter einstellen. Dies ist riskant, da dem Unternehmen eventuell entsprechende Erfahrung und Expertise fehlen könnte, was sich vor allem in Krisensituationen bemerkbar macht (Jakob, 2015).

## Liquiditätsrisiken
Anders als bei Unternehmen die bereits längere Zeit am Markt agieren, ist der Bedarf an Liquidität bei jungen Unternehmen (<5 Jahre) schwieriger vorherzubestimmen. Es besteht das Risiko den Kapitalbedarf vor Gründung einer Unternehmung zu unterschätzen. Unterfinanzierung ist der zweithäufigste Grund für das Scheitern von Start-Ups (CB Insight, 2017). Zur Finanzierung greifen Start-Ups in Deutschland überwiegend auf Eigenkapital aus eigenen Ersparnissen der Gründer zurück (2017: 82,4 % der von KPMG befragten Start-Ups, hiervon 21,7 % ausschließlich mit Finanzierung aus eigenen Ersparnissen).
Weitere bedeutende Kapitalquellen sind staatliche Förderungsmitteln, sowie die Kapitalbereitstellung durch Freunde und Familie. Gründe hierfür können unter anderem sein, dass sich externe Kapitalgeber zunächst schwer von einer (neuen) Geschäftsidee zu überzeugen sind und diese die Eintrittswahrscheinlichkeit eines Ausfalls des investierten bzw. bereitgestellten Kapitals nur unzureichend einschätzen können und deshalb nicht für eine Investition oder nur mit hohen Risikoaufschlägen bereit sind.
Aus einer Markaustrittsbefragung des ZEW geht hervor, dass häufigste Ursache für finanzielle Probleme fehlenden Rücklagensind. Gefolgt von einer zunehmenden Verschuldung sowie die Kreditablehnung seitens Banken.
Fallstudien des ZEW zeigen, dass ein entscheidender Faktor für die Ablehnung bei einer Bankenfinanzierung Beleihungsrichtlinien der jeweiligen Bank sein kann.

## Rechtliche Risiken

### Gesellschaftsform
Die Wahl einer ungeeigneten Rechtsform ist eines der nicht zu unterschätzenden Risiken bei der Gründung eines neuen Unternehmens.
In Deutschland ist die am häufigsten gewählte Gesellschaftsform eine GmbH. Diese suggeriert zwar zunächst zwar eine Haftungsbeschränkung, in der Realität kann jedoch eine Durchgriffshaftung bei Pflichtverletzung durch ihre Gesellschafter. Weiterhin sind bei Fremdkapitalaufnahme die Forderung nach Bürgschaften, Grundpfandrechten oder vergleichbare Sicherheiten seitens geschäftsführender Gesellschafter nicht unüblich. Somit kann das wirtschaftliche Risiko durchaus höher als das eingebrachte Kapital sein.

### Risiken bei Patent- und Urheberschutz
Patente dienen zunächst dem Schutz des geistigen Eigentums, jedoch können hierbei auch Risiken entstehen. Dies kann zum Beispiel der Fall sein, wenn Unternehmensgründer Grundlagen für dieses Patent in einer Forschungseinrichtung entwickelt hat, diese später aber nicht zur vollständigen Übertragung dieser Patente in die neugegründete Gesellschaft bereit ist.
Des Weiteren besteht das Risiko, dass vermeintlich neu entwickelte Produkte oder Dienstleistungen auf bereits patentierte bzw. geschützte Ideen zurückgreifen und somit gegebenenfalls Rechtsverstöße begangen werden.